# 茂野海人
茂野 海人（しげの かいと、1990年〈平成2年〉11月21日 - ）は、ジャパンラグビーリーグワンのトヨタヴェルブリッツに所属するラグビー選手。

## プロフィール
- 大阪府出身。
- 身長170cm、体重75kg
- ポジションはスクラムハーフ。
- ニックネームはカイト。
- 日本代表キャップは16。（2022年7月9日現在）
- 兄はNTTドコモレッドハリケーンズに所属する茂野洸気。

## 略歴
2009年、江の川高校卒業後、大東文化大学に入学。
2012年、大東文化大学ラグビー部の主将に就任した。
2013年、大東文化大学を卒業後、トップリーグのNECグリーンロケッツ(現・NECグリーンロケッツ東葛)に加入。同年11月30日に行われたジャパンラグビートップリーグ2ndステージ第1節のキヤノンイーグルス戦に途中出場で公式戦初出場を果たす。
2015年、ITMカップのオークランド代表に選出された。
2016年、スーパーラグビーに新規参入する日本のチームサンウルブズのスコッドに入り、また同年6月12日に行われたカナダ遠征カナダ代表戦にて途中出場で日本代表初キャップを獲得した。
2017年、トヨタ自動車ヴェルブリッツ(現・トヨタヴェルブリッツ)に加入。しかし前所属チームからリリースレター（移籍承諾書）が出なかったので同年度のトップリーグ公式戦出場はならなかった。
2019年8月、ラグビーワールドカップ2019の日本代表に選出された。
2020年、トヨタ自動車ヴェルブリッツの共同主将に就任した。